# Sekayu
Sekayu is een bestuurslaag in het regentschap Semarang van de provincie Midden-Java, Indonesië. Sekayu telt 3711 inwoners (volkstelling 2010).